# James Leonard Brierley Smith
James Leonard Brierley Smith (* 26. Oktober 1897 in Graaff-Reinet; † 7. Januar 1968) war ein südafrikanischer Zoologe und Ichthyologe.
Smith absolvierte seinen Master of Science im Fach Chemie an der Universität Stellenbosch und promovierte an der University of Cambridge zum Philosophiae Doctor. Anschließend dozierte er in Chemie an der Rhodes University; bei einer Kur am Meer entdeckte er sein Interesse an der Ichthyologie und verlegte sich anschließend auf dieses Fachgebiet.
Im Dezember 1938 untersuchte er als erster Wissenschaftler den von Marjorie Courtenay-Latimer in East London im Fang eines Fischtrawlers entdeckten Quastenflosser und war auch 1952/53 an den erfolgreichen Expeditionen zum Fang weiterer Exemplare auf den Komoren beteiligt. In den Jahren bis 1949 verfasste er zusammen mit seiner zweiten Ehefrau Margaret Mary McDonald sein Hauptwerk Sea Fishes of South Africa, das u. a. über 370 Fischarten erstmals umfassend beschrieb. Das Werk wurde in den Folgejahren immer wieder aktualisiert.
Am 7. Januar 1968 beging Smith nach langer Krankheit Selbstmord durch Einnahme von Cyanid. Margaret McDonald gründete später das J.L.B. Smith Institute of Ichthyology (heute: South African Institute for Aquatic Biodiversity) an der Rhodes University. Smiths Sohn William arbeitet heute als Chemiker und wissenschaftlicher Fernsehmoderator.